# Bring Your Smile Along
Pour plus de détails, voir Fiche technique et Distribution.
Bring Your Smile Along est un film américain réalisé par Blake Edwards, sorti en 1955.

## Fiche technique
- Titre : Bring Your Smile Along
- Réalisation : Blake Edwards
- Scénario : Blake Edwards et Richard Quine
- Photographie : Charles Lawton Jr.
- Montage : Al Clark
- Musique : George Duning
- Pays d'origine : États-Unis
- Format : Couleurs - 1,85:1 - Mono
- Genre : comédie
- Date de sortie : 1955

## Distribution
- Frankie Laine : Jerry Dennis
- Keefe Brasselle : Martin 'Marty' Adams
- Constance Towers : Nancy Willows
- Lucy Marlow : Marge Stevenson
- William Leslie : David Parker
- Mario Siletti : Ricardo
- Ruth Warren : Mrs. Klein, Landlady
- Jack Albertson : Mr. Jenson
- Bobby Clark : Waldo